# Світлиця (музей)
Краєзнавчий музей «Світлиця» знаходиться в приміщенні Новосільського НВК Львівського району Львівської області. Керівниця музею ― Левицька Ніна Василівна.

## Історія
Засновано музей 20 жовтня 1991 року колишнім директором школи Левицьким Б. Я.  Основною метою роботи музею було відродження та популяризація звичаїв, традицій, особливостей побуту свого населеного пункту. Протягом липня-жовтня 1991 р. спільними зусиллями педагогічного колективу, школярів, мешканців села Нове Село було зібрано свідчення старожилів, багато цікавих експонатів, які ілюструють культуру, побут, сільськогосподарські заняття мешканців даного регіону в ХІХ – на початку ХХ ст. 

## Зібрання
Сьогодні музей включає два експозиційних зали. Площа музею – 48 м2. Загальна кількість оригінальних музейних експонатів – 268. У першому залі відтворено інтер’єр галицької хати кінця ХІХ – початку ХХ ст. та частину селянського двору. Представлені меблі, посуд, ікони, вишивки, предмети сільськогосподарського виробництва. Експозицію доповнюють настінні зображення селянського подвір’я. Другий зал – «З бабусиної скрині, з дідусевого горища» містить такі розділи та стенди: «Історія кобзарського мистецтва», де розміщено портрети українських кобзарів, лірників, серед яких і ті, що дарували своє мистецтво жителям Львівщини; «Освітлювальні та нагрівальні прилади»: представлено лампи, ліхтарі, праски, примус, які використовували в побуті жителі краю; «Знаряддя ткацького виробництва (поч. ХХ ст.)», що включає деталі прялок, гребені для вичісування волокон, елементи ткацького верстату; «Українська вишивка» – інформаційний стенд з історії української вишивки доповнює експозиція, що включає вишиті місцевими жінками-майстринями рушники, серветки, скатертини, простирадла, картини; «Знаряддя праці селян с. Нове Село поч. ХХ ст.»: містить ціпи, коси, серпи, сохи, борони, частину жорен, центрифуги, пили, сокири, лопати, що засвідчують натуральний характер господарств; «Ікони (кінець ХІХ – поч. ХХ ст.)»: представлено значну кількість ікон в обрамленні вишитих рушників, розп’яття; стенд «Історія рідного села» висвітлює виникнення перших поселень та пояснює назву населеного пункту; «Народний одяг» – експозиція знайомить з елементами жіночого та чоловічого вбрання, яке набуло поширення в рідному краї; гончарні вироби представлені різноманітним глиняним посудом для приготування їжі та зберігання продуктів; «Вироби з дерева» знайомлять з предметами побуту (ночви, діжки, лопати до печі, рогачі, маслобийки, пристрої для розпрасовування одягу); «Вироби з лози та соломи» – ця експозиція містить кошики, козубки, меблі (плетене крісло, підставка для квітів) .

## Діяльність
В музеї проводяться такі види робіт: пошук, ідентифікація, облік та оприлюднення предметів, що унаочнюють житло, побут та господарські заняття мешканців рідного краю в ХІХ – на початку ХХ ст.; вивчення історії села, церкви, шкільництва, національно-визвольних змагань на теренах населеного пункту; надання експозиції музею та предметів музейного фонду для використання в навчально-виховному процесі; проведення екскурсій для учнів школи та гостей. На базі «Світлиці» проводяться районні предметні семінари. Вже стало доброю традицією в Новосільському НВК щорічно проводити конкурси колядок, щедрівок, Андріївські вечорниці із залученням фондів шкільного краєзнавчого музею «Світлиця», а також виховні години на національно-патріотичну тематику. У 2017 р. члени Ради музею проводили пошуково-дослідницьку роботу з вивчення географії свого населеного пункту та взяли участь в конкурсі дослідницьких проектів «Моя мала Батьківщина. Комплексна характеристика с. Нове Село», організованому та проведеному Львівською обласною МАН, а також працювали над поповненням фондів музею новими експонатами. 
14 жовтня 2023 року у рамках програми Вікіконференції 2023 у місті Комарно, учасники заходу відвідали також музей «Світлиця».

## Про музей
Інформація про музей розміщена у двотомному довіднику «Громадські музеї Львівщини», виданому науково-методичним відділом народних музеїв Львівського історичного музею, брошурі «Городоччина туристична», туристично-краєзнавчому посібнику «Туристичні маршрути Комарнянщиною».

## Нагороди
За вагомий внесок у справу виховання молоді, відродження та примноження культурних надбань й історичної спадщини українського народу Міністерством освіти і науки України у 2017 р. музею «Світлиця» було присвоєно звання «Зразковий музей».